# Interstellares Eis
Interstellares Eis, oder auch kosmisches Eis, besteht aus Körnern von flüchtigen Stoffen in der festen Phase, die sich im interstellaren Medium bilden.

## Entstehung
Eis und Staubkörner bilden das Hauptmaterial, aus dem das Sonnensystem gebildet wurde. Eiskörner finden sich in den dichten Regionen der Molekülwolken, in denen auch neue Sterne entstehen. Die Temperaturen in diesen Regionen können bis zu zehn Kelvin betragen, wodurch Moleküle, die mit den Eiskörnern kollidieren, einen eisigen Mantel bilden können. Danach werden die beteiligten Elemente thermisch über die Oberfläche bewegt und bilden schließlich Verbindungen mit anderen Elementen. Dies führt zur Bildung von Wasser und Methanol. In diesem Wasser- und Methanoleis finden sich auch andere Verbindungen wie Ammoniak, Kohlenmonoxid und Kohlendioxid. Gefrorenes Formaldehyd und molekularer Wasserstoff können ebenfalls vorhanden sein. In geringerer Häufigkeit finden sich Nitrile, Ketone, Ester und Carbonylsulfid. Die Mäntel interstellarer Eiskörner sind im Allgemeinen amorph und werden nur in Gegenwart eines Sterns kristallin.
Forschungsergebnisse zeigen, dass ein Großteil des Wassers im Sonnensystem, wie das Wasser auf der Erde, in den Scheiben um Saturn und die Meteoriten anderer Planeten, bereits vor der Geburt der Sonne vorhanden war und aus interstellarem Eis stammt.

## Zusammensetzung
Die Zusammensetzung des interstellaren Eises kann durch sein Infrarotspektrum bestimmt werden. Während das Sternenlicht durch eine eishaltige, molekulare Wolke geht, absorbieren die Moleküle in der Wolke Energie. Diese Absorption tritt bei den charakteristischen Schwingungsfrequenzen des Gases und des Staubes auf. Eismerkmale in der Wolke sind in diesen Spektren relativ prominent und die Zusammensetzung des Eises kann durch Vergleich mit Proben von Eismaterialien auf der Erde bestimmt werden. Das interstellare Eis in den direkt von der Erde aus beobachtbaren Stellen besteht zu etwa 60–70 % aus Wasser, das bei Streckung der O-H-Bindung bei 3,05 μm eine starke Emission zeigt.
Im September 2012 berichteten NASA-Wissenschaftler, dass polyzyklische aromatische Kohlenwasserstoffe (PAK), die den Bedingungen des interstellaren Mediums ausgesetzt sind, durch Hydrierung, Oxygenierung und Hydroxylierung in komplexere organische Stoffe umgewandelt werden. Dies ist ein Schritt auf dem Weg zu Aminosäuren und Nukleotiden, welche die Rohstoffe von Proteinen bzw. DNA darstellen. Durch diese Transformationen verlieren die PAKs ihre spektroskopische Signatur. Dies könnte einer der Gründe dafür sein, dass es keinen PAK-Nachweis in interstellaren Eiskörnern gibt, insbesondere in den äußeren Regionen von kalten, dichten Wolken oder den oberen molekularen Schichten protoplanetarer Scheiben.

## Komet 67P/Tschurjumow-Gerassimenko
Am 18. November 2014 enthüllte die Raumsonde Philae die Anwesenheit von großen Mengen an Wasser Eis auf dem Kometen 67P / Tschurjumow-Gerassimenko. Der Bericht besagt, dass „die Festigkeit des Eises unter einer Schicht von Staub auf dem ersten Landeplatz überraschend hoch ist“. Das für das Instrument MUPUS (Multi-Purpose Sensors for Surface and Sub-Surface Science) verantwortliche Team, das eine Sonde in den Kometen schlug, gab an, dass der Komet hart wie Eis sei. „Obwohl die Schlagkraft des Hammers allmählich gesteigert wurde, konnten wir nicht tief in die Oberfläche vordringen“, erklärte Tilman Spohn vom DLR-Institut für Planetenforschung, der das Forschungsteam leitete.